# NGC 3148
NGC 3148 este o galaxie seyfert de tip 2⁠(d) situată în constelația Ursa Mare. A fost descoperită în  de către .